# Henri-Marie de Laval de Boisdauphin
Henri de Laval de Bois-Dauphin, (2 mars 1620 - 22 novembre 1693) est un évêque français, évêque de Léon puis de La Rochelle.

## Biographie
Il est le fils de Philippe Emmanuel de Laval-Bois-Dauphin, marquis de Sablé et de Madeleine de Souvré, marquise de Sablé.
Il est évêque de Léon de 1651 à 1661, puis évêque de La Rochelle de 1661 à 1693.

## Publications
- Mandement de Monseigneur l'evesque de La Rochelle en forme de lettre pastoralle à tous les confesseurs de son diocèse, touchant la conduite qu'ils doivent garder dans l'administration du sacrement de Pénitence. - La Rochelle : B. Blanchet, 1669. - In-8 ̊ pièce ;
- Règlements faits par monseigneur l'évêque de la Rochelle. Extrait de plusieurs synodes tenus dans son diocèse. - La Rochelle, Vve B. Blanchet, 1672, in-8 ̊ pièce ;
- Procès-verbal de Mgr l'évesque de la Rochelle, de l'érection d'une custodie réformée en la province de Touraine pictavienne. Confirmation par le provincial de custode, et arrest d'omologation de NN. SS. de Parlement. - (S. l., 1673.). - In-4 ̊ , 19 p. ;
- Procès-verbal de monseigneur l'évêque de La Rochelle (Henri de Laval) de l'érection d'une custodie réformée en la province de Touraine pictavienne. (17 août 1673.) Confirmation par le provincial de custode. (31 août 1673.) Et Arrêt d'homologation de nos seigneurs de parlement. (9 décembre 1673.). - (s. l. n. d.). - In-4 °. Pièce ;
- Catechisme ou Doctrine chretienne ; imprimé par ordre de messeigneurs les evesques d'Angers, de la Rochelle, et de Luçon. Pour l'usage de leurs dioceses. Angers, 1676, 1678 (2e éd.), 1684 (3e éd.), 1756 (4e éd.).